# Martinho Vaz Pires
Martinho Cândido Vaz Pires ComIP (Múrias (Mirandela), 11 de março de 1916 - Vila Nova de Gaia, 9 de julho de 2010) foi um professor e reitor no ensino liceal, e deputado à Assembleia Nacional.

## Biografia
Licenciado em Filologia Germânica pela Faculdade de Letras da Universidade de Coimbra, no ano letivo de 1937-1938, com a classificação de bom com distinção (16 valores), Martinho Vaz Pires dedicou toda a sua vida ao magistério liceal.
Enquanto estudante, em Coimbra, foi membro do Centro Académico da Democracia Cristã (CADC)

## Atividade docente
Foi professor nos liceus de Chaves e de Guimarães e professor e reitor dos liceus de Guimarães (1945-1946), Vila Real (1947-1957) e Alexandre Herculano, no Porto (1957-1974).
Foi vogal do Conselho Pedagógico do Instituto dos Meios Audiovisuais de Ensino do Ministério da Educação.

## Atividade política
No domínio político Martinho Vaz Pires foi vice-presidente da Comissão Distrital da União Nacional de Vila Real e vogal da Comissão Distrital da União Nacional do Porto.
Foi ainda vogal relator da Comissão de Ensino da Comissão de Planeamento da Região do Norte
Foi também Delegado Distrital da Mocidade Portuguesa.
Foi igualmente deputado pelo círculo de Bragança na IX legislatura da Assembleia Nacional (1965-1969), tendo integrado a comissão parlamentar de Educação Nacional, Cultura Popular e Interesses Espirituais e Morais.
Da sua atuação como deputado destaca-se o aviso prévio que apresentou acerca do ensino liceal a cargo do Estado

## Obra pedagógica
- Seleta alemã para o 3.º ciclo dos liceus (com BEAU, Albin Andreas Eduard). Várias edições entre 1957 e 1974 com algumas variantes no título.[9]
- Gramática elementar da língua alemã. Várias edições entre 1954 e 2014 com algumas variantes no título.[10]
- Guia de conversação alemã (com  ALSHUT, Erna Hertha). Várias edições entre 1964 e 1991.[11]
- 30 Stunden Portugiesisch für Anfänger (com FLASCHE, Hans). Berlin-Schöneberg : Langenscheidts Kurz-Lehrbücher, 1955.[12]
- Foi igualmente um dos colaboradores especializados do Dicionário da Língua Portuguesa da Porto Editora[13]

## Condecorações
- Comendador da Ordem da Instrução Pública[14]